# Cecil Blachford
Cecil William Blachford (né le 24 juin 1880 à Montréal, dans la province de Québec, au Canada — mort le 10 mai 1965 à Montréal) est un joueur professionnel canadien de hockey sur glace qui évoluait au poste de rover. Au cours de sa carrière, il remporte à plusieurs reprises la Coupe Stanley, une fois avec l'Association des athlètes amateurs de Montréal et dix fois avec les Wanderers de Montréal.

## Biographie
Cecil William Blachford naît à Montréal au Québec le 24 juin 1880. Il débute au hockey sur glace en jouant avec l'équipe junior des Mintos de Montréal en 1898-1899 avant de rejoindre au niveau senior le Stirling de Montréal. Il joue avec eux jusqu'en 1902, année où il rejoint l'Association des athlètes amateurs de Montréal, équipe championne en titre de la Coupe Stanley. Au cours de la saison 1902-1903, Blachford joue l'équipe numéro 2 du club mais participe également à un match de la saison régulière de la Canadian Amateur Hockey League. De plus, en tant que champion de la Coupe Stanley, les joueurs de l'AAA jouent une série de défis contre les Victorias de Winnipeg. Blachford remplace Jimmy Gardner au cours du deuxième match. Les deux équipes se séparent sur un score de parité 2-2. Il participe par la suite au troisième match, une défaite 4-2 mais est remplacé par Glenn Smith pour le troisième match. Son équipe remporte tout de même la Coupe Stanley une nouvelle fois.
Début décembre 1903, James Strachan annonce la création d'une nouvelle équipe de hockey pour la ville de Montréal, les Wanderers de Montréal, et Strachan recrute une bonne partie de l'équipe de l'AAA : Jack Marshall, Jimmy Gardner, Dickie Boon, Billy Bellingham, Billy Nicholson ainsi que Blachford. L'équipe joue en 1904 dans la nouvelle ligue que Strachan aide à créer, la Ligue fédérale amateur de hockey. À la fin de la saison, les Wanderers jouent deux matchs de Coupe Stanley contre le Club de hockey d'Ottawa mais après un match nul 5-5, Montréal refuse les conditions pour jouer la fin de la série ; Ottawa conserve la Coupe Stanley,. Le club de hockey d'Ottawa et les Wanderers jouent la saison 1904-1905 dans la LFAH finissant aux deux premières places de la compétition avec une victoire de plus en faveur de l'équipe d'Ottawa.
En 1905, Strachan est à la base de la création d'une nouvelle organisation : l'Eastern Canada Amateur Hockey Association qui est composée du Club de hockey d'Ottawa, du Club de hockey de Québec ainsi que quatre équipes de Montréal : le Club de hockey de Montréal, les Shamrocks, les Victorias et les Wanderers. Dix rencontres sont jouées par toutes les équipes en 1906, les Wanderers finissant en tête à égalité avec Ottawa. Les deux formations doivent jouer une série de deux rencontres pour déterminer les vainqueurs. Avec un score cumulé de 12 buts à 10, les Wanderers sont sacrés champions de la Coupe Stanley 1906, Blachford étant le capitaine de l'équipe.
Strachan continue à faire évoluer le monde du hockey en faisant adopter par l'ECAHA la possibilité de proposer des contrats professionnels aux joueurs. Certains joueurs signent donc un contrat professionnel mais Blachford préfère rester amateur. Au cours de la saison 1907, Blachford reçoit un coup à la tête par Charles Spittal d'Ottawa, coup pour lequel ce dernier sera finalement inculpé devant un tribunal,. Il participe tout de même à trois rencontres de défis de la Coupe Stanley au cours de cette saison 1907 alors que son équipe remporte deux défis sur trois. Ils ne perdent que le défi de début janvier contre les Thistles de Kenora avant de prendre leur revanche quelques mois plus tard.
Au cours de l'été 1907, l'équipe des Wanderers voit le départ de Hod Stuart mais il se tue fin juin en plongeant la tête la première dans la Baie de Quinte. Afin de lever des fonds pour la famille que Stuart laisse démunie, l'ECAHA décide d'organiser un match de bienfaisance opposant l'ancienne équipe de Stuart, les Wanderers, à une sélection des meilleurs joueurs de l'ECAHA. Les Wanderers étant habitués à jouer ensemble battent l'équipe d'étoiles sur le score de 10-7 après avoir mené 7-1 en première période.
La saison 1907-1908 est une nouvelle fois couronnée de succès pour Blachford et les Wanderers avec trois victoires lors des défis et le titre de champion de l'ECAHA,. En 1908, la rivalité entre Ottawa et Montréal est de retour cette saison, les deux équipes étant à égalité jusqu'à la dernière rencontre les opposants. Avec une victoire 8-3, les joueurs d'Ottawa, désormais connus sous le nom de Sénateurs, remportent la Coupe Stanley,. Avant de perdre la Coupe Stanley au classement général, les Wanderers résistent fin décembre 1908 à un nouveau défi contre le Club de hockey d'Edmonton de l'Alberta avec un score cumulé de 13 à 10.
Au cours de l'été 1909, les Wanderers sont achetés par Patrick J. Doran qui souhaite que sa nouvelle acquisition joue désormais dans l'Aréna Jubilée, dont il est le propriétaire, plutôt qu'à l'Aréna de Montréal. Les propriétaires des autres équipes décident alors de dissoudre l'ECHA le 25 novembre 1909 et de former l'Association canadienne de hockey afin d'exclure Doran et son équipe. Ce dernier réagit en créant une nouvelle organisation avec John Ambrose O'Brien : l'Association nationale de hockey. Après seulement quelques matchs, la nouvelle ACH est dissoute et deux de ses équipes rejoignent l'ANH pour la saison inaugurale, les Shamrocks de Montréal et les Sénateurs.Les Wanderers finissent une nouvelle fois en tête de la saison avec onze victoires et une seule défaite en douze rencontres. Ils remportent alors le tout nouveau trophée de la ligue, le Trophée O'Brien, et sont également récompensés par la Coupe Stanley. Le 12 mars, les Dutchmen de Berlin lancent un défi aux Wanderers mais s'inclinent sur le score de 7-3. 
À la suite de cette dernière Coupe Stanley, il met fin à sa carrière. Il meurt à Hôpital de Lachine à Montréal le  10 mai 1965.

## Statistiques
| Saison    | Équipe                | Ligue         |    | Saison régulière | Saison régulière | Saison régulière | Saison régulière | Saison régulière |   | Séries éliminatoires | Séries éliminatoires | Séries éliminatoires | Séries éliminatoires | Séries éliminatoires |
| Saison    | Équipe                | Ligue         | PJ | B                | A                | Pts              | Pun              | PJ               | B | A                    | Pts                  | Pun                  |                      |                      |
| 1902-1903 | AAA de Montréal 2     | CAHL-I        | 5  | 7                | 0                | 7                | –                | –                | – | –                    | –                    | –                    |                      |                      |
| 1902-1903 | AAA de Montréal       | CAHL          | 1  | 2                | 1                | 3                | 3                | –                | – | –                    | –                    | –                    |                      |                      |
| 1902-1903 | AAA de Montréal       | Coupe Stanley | –  | –                | –                | –                | –                | 2                | 0 | 0                    | 0                    | 6                    |                      |                      |
| 1904      | Wanderers de Montréal | LFAH          | 5  | 4                | 0                | 4                | 6                | –                | – | –                    | –                    | –                    |                      |                      |
| 1904      | Wanderers de Montréal | Coupe Stanley | –  | –                | –                | –                | –                | 1                | 1 | 0                    | 1                    | –                    |                      |                      |
| 1904-1905 | Wanderers de Montréal | LFAH          | 7  | 10               | 0                | 10               | –                | –                | – | –                    | –                    | –                    |                      |                      |
| 1906      | Wanderers de Montréal | ECAHA         | 6  | 5                | 2                | 7                | 13               | –                | – | –                    | –                    | –                    |                      |                      |
| 1907      | Wanderers de Montréal | ECAHA         | 7  | 16               | 3                | 19               | 3                | –                | – | –                    | –                    | –                    |                      |                      |
| 1907      | Wanderers de Montréal | Coupe Stanley | –  | –                | –                | –                | –                | 3                | 0 | 0                    | 0                    | 3                    |                      |                      |
| 1907-1908 | Wanderers de Montréal | ECAHA         | 10 | 11               | 4                | 15               | 13               | –                | – | –                    | –                    | –                    |                      |                      |
| 1907-1908 | Wanderers de Montréal | Coupe Stanley | –  | –                | –                | –                | –                | 4                | 5 | 0                    | 5                    | 5                    |                      |                      |
| 1910      | Wanderers de Montréal | ANH           | 3  | 5                | 0                | 5                | 8                | –                | – | –                    | –                    | –                    |                      |                      |

## Victoires en Coupes Stanley
- Février 1903 : victoire 2 matchs à 1 contre les Victorias de Winnipeg
- Mars 1906 : victoire 12-10 (9-1 et 3-9) contre le Club de hockey d'Ottawa en finale de l'ECAHA
- Décembre 1906 : victoire 17-5 (10-3 et 7-2) contre New Glasgow lors d'un défi
- Mars 1907 : victoire 12-8 (7-2 et 5-6) contre Kenora lors d'un défi
- Janvier 1908 : victoire 22-4 (9-3 et 13-1) contre les Victorias d'Ottawa lors d'un défi
- Mars 1908 : vainqueur de la Coupe Stanley en tant que champion de l'ECAHA
- Mars 1908 : victoire 20-8 (11-5 et 9-3) contre les Maple Leafs de Winnipeg lors d'un défi
- Mars 1908 : victoire 6-4 contre le Club de hockey professionnel de Toronto lors d'un défi
- Décembre 1908 : victoire 13-10 (7-3 et 6-7) contre Edmonton lors d'un défi
- 1910 : vainqueur de la Coupe Stanley en tant que champion de l'ANH
- Mars 1910 : victoire 7-3 contre Berlin lors d'un défi